# 노기남
노기남(盧基南, 1902년 1월 22일(1901년 음력 12월 13일) ~ 1984년 6월 25일)은 한국의 가톨릭 성직자이며 한국 천주교 최초의 한국인 주교이다. 세례명은 바오로이다.

## 생애

### 출생과 초기 활동
노기남 대주교는 1902년 1월 22일 대한제국 평안남도 평양부 율리면 무진동에서 독실한 가톨릭 신자 집안에서 노성구(盧成九)의 11자녀 중 막내로 태어났다. 본관은 장연이다. 그 뒤 YMCA에서 운영하는 청년학당에 다니다가 용산 소신학교에 입학했다. 용산 소신학교에서 영어 담당 교사인 장면(뒷날 대한민국 부통령 역임)을 만나게 된다.
1917년 프랑스 신부들이 운영하는 12년 과정의 신학교에 입학했다. 1930년 신학교를 졸업하고 사제로 서품되어 종현성당 보좌신부 겸 계성보통학교(현 계성초등학교)의 운영을 담당했다. 이곳에서 다시 장면을 만나게 된다.

### 사제 서품
종현성당 보좌신부로 12년간 근무한 뒤 일본제국이 황국화의 일원으로 외국인 교구장을 일본인 교구장으로 전원 교체하려 하자 당시 경성대목구장이던 프랑스인 원형근(하드리아노) 주교가 사임을 결심하고 원 주교의 비밀 추천에 의해 본당신부를 거치지 아니하고 보좌신부에서 1942년 11월10일 경성대목구장에 임명되고 평양대목구장 미국인 오굴리엘모주교사임으로 평양대목구장서리 춘천지목구장 미국인 임오엔 몬시뇰의 사임으로 춘천지목구장서리로 임명되었고, 12월20일 코르바사(Colbasa)의 명의주교로 서품되었다. 한국인으로서는 최초의 주교 서품이었다.
김구가 모스크바 3상회담에 반발, 강력한 반탁운동을 추진하자 12월 30일 결성된 신탁통치반대 국민총동원위원회 위원이 되었다. 자신의 용산 소신학교 시절 은사이기도 한 장면을 찾아 정계입문을 강권하기도 했다. 1948년 5월부터 1948년 12월까지 주재용신부의 사임으로 공석이던 대구대목구장서리를 겸임하였다.
그는 일제의 압박과 동화정책에 적절히 대응하면서 또한 교회 보호에 노력하였다. 일제의 압력으로 개칭한 일본식명은 오카모토 가네하루(岡本鐵治)이다.

### 교회 재건 활동
일본의 통치에서 해방한 후에 한국교회 재건을 위하여 노력하였으며 특히 한국천주교 교계제도 설정에 노력하여 한국 천주교회는 1962년 12월 20일 자립교회로 인정을 받아서 대목구에서 교구로 승격이 되었으며 노기남주교는 서울교구가 서울관구의 선도교구인 대교구로 설정이 되어 대구의 서정길 주교, 광주의 현주교와 더불어서 대주교로 임명이 되었으며.대목구에서 정식교구로 승격함에 따라 교구장 착좌식을 거행하였다(대목구장주교는 교구장이 아니므로 착좌식이 없음) 그리고 한국천주교 주교회의를 설정하는 등 한국교회가 안정을 기하는 데 노력했다.
1945년 광복 후 미군정이 시작되자 미군과 가까이 지내며 한국민주당 계열과 같은 친미, 반공주의로 노선을 설정했다. 장면을 천거하여 정계에 나가도록 했으며, 자연스럽게 이승만을 지지하며 단독정부 수립을 지지했다. 당시 가톨릭 계열이며 노기남이 책임자로 있던 《경향신문》은 단선단정 여론을 이끌고 있었다.

### 대주교 임명 이후
1962년 대주교로 임명되었고 이듬해 대한민국 국민훈장을 수여받았다. 1965년 2월 이탈리아 문화훈장을 수여받았고, 그해 12월에는 당시 창립된 한국종교인협의회 회장으로 선출되기도 하였다. 1967년 서울대교구 교구장인 서울대주교직을 사임하였으며 안양의 성라자로마을로 이주하여 살았다. 1984년 3월 13일 고려청자헌납위원회 고문에 위촉되었다. 1984년 5월 한국교회창설 200주년에 교황을 맞이하여 103위 시성식을 주관하고 얼마 뒤 1984년 노환으로 향년 82세의 나이로 선종하였다.

## 사후
노기남이 없는 한국 가톨릭 교회를 상상할 수 없다는 말이 있을 만큼 오랜 기간 교회의 지주이고 기틀이었기 때문에 ‘한국천주교회의 대부’로 불린다. 한편 미군정과 제1공화국 시기의 정치 관여, 1981년 부산 미국문화원 방화사건 때 용의자를 숨겨준 혐의로 원주교구 신부가 구속되었을 때 이 사건을 북괴의 주장에 동조한 공산주의자, 흉악범의 소행으로 비하하는 등의 행보로 '정치 신부'라는 평도 있었다.
일제강점기 말기에 종현성당 보좌신부와 경성교구장, 조선인 주교로서 태평양 전쟁에 협력 의혹이 제기되었다. 1938년 결성된 국민정신총동원 조선연맹에 천주교 경성교구가 참가했을 때 장면과 함께 연맹의 업무를 담당했다. 경성교구는 성직자와 신도들에게 아침 저녁으로 일본군 장병을 위한 기도를 하고 전쟁 승리를 위한 미사를 거행하도록 하였고, 국방헌금을 걷고 신부들에게 시국과 관련된 강연을 하도록 하였는데, 교구의 행위를 주관 또는 방조했다는 의혹이 제기되었다.
1940년에는 황기 2600년 봉축식과 함께 국민총력천주교경성교구연맹을 결성하고 노기남은 이사장으로 선임되었다. 기관지 《경향잡지》를 통해 내선일체의 실현과 국가에 대한 멸사봉공을 위해 단체를 결성했다는 취지를 설명한 바 있다. 경성교구장에 임명된 뒤 1943년 결성된 조선전시종교보국회에 천주교회 대표위원으로 참가해 출병 기고문을 제출했다는 의혹이 제기되었으나 본인의 자필여부는 불확실하다. 일제강점기 천주교계의 친일 행적을 고발한 《깨물지 못한 혀》(2008)에서는 노기남을 대표적인 문제적 인물로 꼽았다. 그러나 2005년 김수환의 증언에 의하면 본의에 의한 자발적 행동이나 적극적인 친일은 아니며 그는 한국의 가톨릭 교회 대표, 장면 박사는 한국 가톨릭 신자 대표로 나선 것일 뿐이라며 반박하였다.
한편, 1948년 무렵 일제 강점기의 친일행위자에 대한 구제로 비난을 받은 바 있다. 조선총독부 고위 관료를 지낸 엄창섭이 반민족행위처벌법 제정으로 체포되었을 때 간접 석방운동을 벌이고 출옥한 후 영세를 받게 했다. 감리교 목사로 유명한 친일파 목회자인 정춘수는 감리교단 내부의 비판으로 입지를 잃게 되자 노기남을 찾아가 가톨릭으로 개종하기도 했다.
2008년 공개된 민족문제연구소의 친일인명사전 수록예정자 명단의 종교 부문에 선정되었으며 2009년 친일반민족행위진상규명위원회가 발표한 친일반민족행위 705인 명단에도 포함되었다. 그러나 이에 대해 여러 반론이 나왔는데, 천주교 서울대교구는 “전쟁 마지막 시기 종교 등 각 단체 책임을 진 인물은 일본이 강압적으로 만든 총동원단체의 장이 될 수밖에 없는 불가피한 상황이었음을 고려해야 한다.”는 입장을 밝히고, 노기남이 강압적으로 만들어진 단체에 어쩔 수 없이 속했을 뿐 적극 협력자가 아니었다고 주장했다.
이러한 논란에 관해 노기남의 일제 강점기 활동은 적극적인 친일행위가 아니며 단순히 한국 가톨릭 교회 대표로써 어쩔 수 없는 행동이었다는 반론이 제기되었다. 2005년 10월 21일 민족문제연구소에서 장면과 노기남, 김성수를 친일의혹을 제기하며 친일파로 지목하자 김수환 추기경은 동아일보와의 기자회견에서 유감을 표명하며 노기남을 변론하였다. 김수환은 기자회견에서 장면, 노기남, 김성수를 변호하였는데 그는 일부 민간단체에서 친일파로 선정한 것에 대해 "노기남 대주교는 천주교 대표로 되고, 신자 대표로는 장면 박사가 되어 본인의지와는 상관없음을 해명하고, 단순히 그런 것을 보고 친일이라고 판단을 내리는 것은 너무나 가벼운 행동이며 그런 어른들에 대한 모독이다. 만일 그 잣대로 보면 저도 학병을 갔다 왔고, 창씨개명을 했고, 학교 다닐 때 신사참배도 하였으며 당시 대부분의 사람들이 그러했을 것"이라며 친일파 선정 기준을 비판하였다. 노기남의 업적에 대해서도 "일제강점기 당시 대구교구에서는 일본 사람이 주교가 되었으나 서울은 그래도 노기남 같은 분이 있어서 한국인으로서 주교가 되었으니 한국 민족에게 대단히 뜻 깊은 기쁨을 주었다"고 높이 평가했다. 단순한 피상적인 판단으로 비난해선 안 된다는 주장이다.

## 상훈
- 1959년 프랑스 최고문화훈장
- 1963년 대한민국 국민훈장
- 1965년 2월 이탈리아 문화훈장

## 저서
- 《나의 회상록》 (1967)
- 《당신의 뜻대로》 (1978)

## 같이 보기
- 장면
- 김수환
- 김동한
- 국민총력천주교경성교구연맹

## 참고자료
- 반민족문제연구소 (1994년 3월 1일). 〈노기남 : 호교 위해 신을 판 성직자 (박태영)〉. 《청산하지 못한 역사 2》. 서울: 청년사. ISBN 978-89-7278-313-8.